# Estación de Póvoa
La Estación de Póvoa, igualmente conocida como Estación de Póvoa de Santa Iria, es una plataforma ferroviaria de pasajeros de la línea del Norte, en Portugal.

## Características
Se encuentra en la localidad de Póvoa de Santa Iría, con acceso por la calle de los Marinheiros.
En el mes de enero de 2011, poseía 4 vías de circulación, todas con 301 metros de longitud; las plataformas tenían todas 90 centímetros de altura y 222 metros de extensión.

## Historia
El tramo entre Lisboa y Carregado de la línea del Norte, donde esta plataforma se inserta, fue inaugurado  el 28 de  septiembre de 1856.
En el presupuesto de la Compañía Real de los Caminhos de Ferro Portugueses para 1902, fue incluida la construcción de una vía transversal en esta estación.